# Platina (Edda-album)
Az Edda Művek 28. albuma egy – a Platina sorozatban megjelent – válogatás, melyen a '90-es évek dalai hallhatók.

## Számok listája
1. Elérlek egyszer
2. Szellemvilág
3. Száguldás
4. Sirály
5. Egy álom elég
6. Büszke sas (koncertfelvétel)
7. Egyedül Blues
8. Kör '98 (Ördögi kör)
9. Lelkünkből
10. Hűség és árulás
11. Egyedül maradtunk
12. Menedékhely
13. Megint egy balhé
14. Akitől minden szép